# Dezső Németh
Pour les articles homonymes, voir Németh.
Dans le nom hongrois Németh Dezső, le nom de famille précède le prénom, mais cet article utilise l’ordre habituel en français Dezső Németh, où le prénom précède le nom.
Dezső Németh ([ˈdɛʒøː], [ˈneːmɛt]), né le 1er septembre 1975 à Szeged, est un neuroscientifique et psychologue cognitif hongrois à INSERM, directeur d'une équipe de recherche au Centre de recherche en neurosciences de Lyon (CRNL).  Il est le chef de l'équipe MEMO, qui se concentre sur la recherche sur l'apprentissage et la mémoire chez l'homme.
Domaines de recherches : psycholinguistique ; apprentissage implicite; étude expérimentale et neuropsychologique des rapports entre les systèmes mnésiques et le traitement de langage ; le rôle des structures sous-corticales dans la cognition; étude expérimentale et neuropsychologique de la maladie d'Alzheimer, de la chorée de Huntington, de l'ataxie spinocérébelleuse et de la maladie de Wilson ; autisme. 

## Carrière
Il a obtenu le baccalauréat au lycée Ságváry, lycée pilote de l’université de Szeged en 1994. Il a fait ses études supérieures au département de psychologie à  l'université Loránd-Eötvös  (ELTE) et en a été diplômé en 1999. Il a participé et participe à des colloques et congrès nationaux et internationaux. 
Grâce à des bourses de recherche, il occupe en 2007 et 2008 le poste de professeur invité dans le Département de neurosciences à l'université de Georgetown (Washington, D.C.) ainsi qu'à l'université du Texas à Austin dans le laboratoire de Russell Poldrack.
Il a été mentor de plusieurs étudiants qui ont obtenu des prix au Concours national des jeunes chercheurs. Lieu de travail : université de Szeged, Institut de psychologie de Szeged (1999-2012).
Depuis 2012, il travaille à l'Institut de psychologie de l'université de Loránd-Eötvös et est également, depuis novembre 2018 au Centre de recherche en neurosciences de Lyon (France).
Titre scientifique : PhD (Psychologie cognitive/expérimentale) à l'ELTE, Budapest (2005), habilitation à l'université de Pécs (2011) et DSc at l'Académie hongroise des sciences (Budapest, 2018).[style à revoir]
Il a à son actif une quarantaine de publications scientifiques ; points d’impact[Quoi ?] : plus de 100. 

## Fonctions

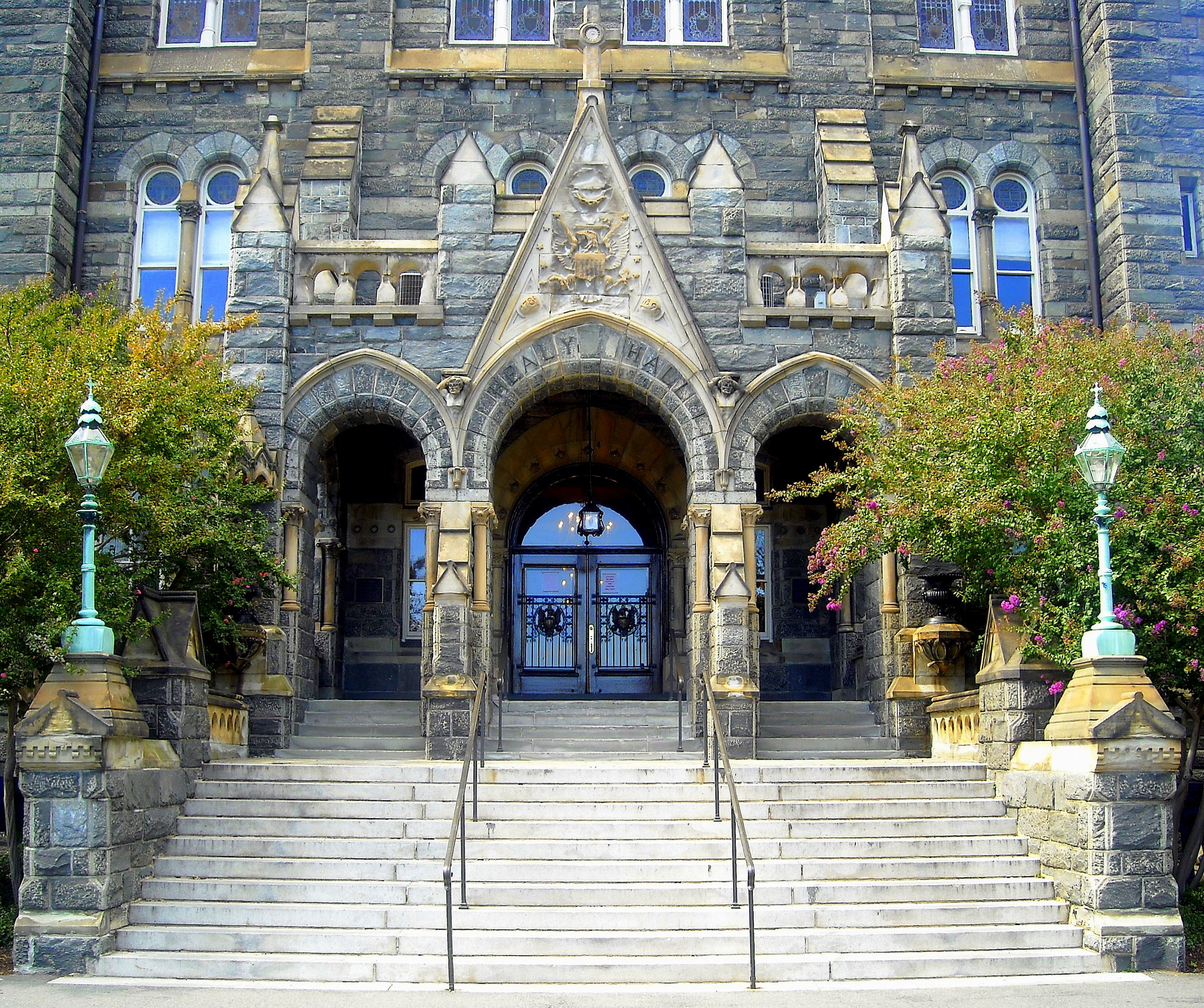
Le portail de l’Université de Georgetown

- Organisateur du Programme de Sciences Cognitives et de Neuropsychologie de Szeged
- Rédacteur des Études psychologiques szegediennes (Szegedi Pszichológiai Tanulmányok)
- Institut de psychologie de l'université de Szeged : directeur adjoint (2008-)
- Secrétaire de la Section de psychologie de l’Académie hongroise des sciences (2009-2012)

## Publications

### Parus en hongrois
- Racsmány Mihály, Lukács Ágnes, Németh Dezső, Pléh Csaba (2005). A verbális munkamemória magyar nyelvű vizsgálóeljárásai. (Les procédés en langue hongroise d’étudier la mémoire verbale) Magyar Pszichológiai Szemle, 60:4. 479-505 p
- A nyelvi folyamatok és az emlékezeti rendszerek kapcsolata. (Rapport entre les processus linguistique et les systèmes de mémorisation) Budapest : Akadémiai K., 2006. 169 p. (Ser. Philosophiae Doctores, 1587-7930; [46.])  (ISBN 963 05 8322 4)
- Hoffmann Ildikó et Németh Dezső (2006): Fejezetek a neurolingvisztikából. Nyelvi patológia, emlékezeti működés. (Quelques chapitre de la neurolinguistique. Pathologie linguistique et le fonctionnement de la mémoire.) JGYTF Kiadó Szeged -  (ISBN 963 7356 46 0)
- Németh D., Ivády R. E., Miháltz M., Krajcsi A., Pléh Cs. (2006). A verbális munkamemória és morfológiai komplexitás. (La mémoire verbale de travail et la complexité morphologique) Magyar Pszichológiai Szemle, 61. 2. 265-298
- Janacsek Karolina, Tánczos Tímea, Mészáros Tünde, Németh Dezső (2009). A munkamemória új neuropszichológiai mérőeljárása: a hallási mondatterjedelem teszt (HMT) (Les procédés de mesure de la mémoire de travail: tests auditifs sur la longueur des phrases). Magyar Pszichológiai Szemle, 64(2) 385-406
- Németh D., Gönczi D., Aczél B., Háden G., Orosz G., Ambrus G. G. (2008). A procedurális rendszerek és a mondatmegértés kapcsolata. (=Le rapport entre les systèmes procéduraux et la compréhension des phrases)  In Gervain Judit, Pléh Csaba (szerk.). A láthatatlan nyelv. (La langue invisible) Gondolat 120-134
- Pataki M., Polyák K., Németh D., Szokolszky Á. : A lélektan történetének 80 éve a szegedi egyetemen (1929-2009),[3] (=80 ans d’histoire des études psychologiques à Szeged) Magyar Pszichológiai Szemle, 64. köt. 4. sz. 2009 december. 671-676. p.

### Parus en anglais (2016-2015-2014)
- Csábi, E., Benedek, P., Janacsek, K., Zavecz, Z., Katona, G., & Németh D. (2016). Declarative and Non-declarative Memory Consolidation in Children with Sleep Disorder. Frontiers in Human Neuroscience, 9, 709.

Abstract
The full article
- Takács, Á., Kóbor, A., Janacsek, K., Honbolygó, F., Csépe, V., & Németh D. (2015). High trait anxiety is associated with attenuated feedback-related negativity in risky decision making. Neuroscience Letters, 600, 188-192.

- Janacsek K, Ambrus GG, Paulus W, Antal A, Németh D.: Right Hemisphere Advantage in Statistical Learning: Evidence From a Probabilistic Sequence Learning Task

BRAIN STIMULATION 8:(2) pp. 277-282. (2015)
DOI
- Németh Dezső, Karolina Janacsek, Zsolt Turi, Agnes Lukacs, Don Peckham, Szilvia Szanka, Dorottya Gazso, Noemi Lovassy, Michael T. Ullman: The Production of Nominal and Verbal Inflection in an Agglutinative Language: Evidence from Hungarian.

Published: March 13, 2015
DOI: 10.1371/journal.pone.0119003
PLOS ONE
Abtract, PubMed
- Kóbor, A., Takács, Á., Janacsek, K., Németh D., Honbolygó, F., & Csépe, V.: Different strategies underlying uncertain decision making: Higher executive performance is associated with enhanced feedback-related negativity

2015 - Psychophysiology 52, 367-377.
Download
- Janacsek, K., & Németh Dezső: The puzzle is complicated: When should working memory be related to implicit sequence learning, and when should it not?

2015 - Cortex 64, 411-412.
Download
- Tánczos T, Zádori D, Jakab K, Hnyilicza Z, Klivényi P, Keresztes L, Engelhardt J, Németh D., Vécsei L (2014) The role of cognitive training in the neurorehabilitation of a patient who survived a lightning strike. A case study.

NeuroRehabilitation. 2014 Jan 1;35(1):137-46. doi: 10.3233/NRE-141106.
PMID 24990020
Abstract, PubMed
- Tánczos T, Janacsek K, Németh D. (2014) Verbal fluency tasks I. Investigation of the Hungarian version of the letter fluency task between 5 and 89 years of age.

Psychiatr Hung. 2014;29(2):158-180. Hungarian.
PMID 25041746 [PubMed - as supplied by publisher]
Abstract, PubMed
- Tánczos T, Janacsek K, Németh D. Verbal fluency tasks II. Investigation of the Hungarian version of the semantic fluency task between 5 and 89 years of age.

Psychiatr Hung. 2014;29(2):181-207. Hungarian.
PMID 25041747 [PubMed - as supplied by publisher]
Abstract, PubMed
- Borbely-Ipkovich E, Janacsek K, Nemeth D, Gonda X. (2014): The effect of negative mood and major depressive episode on working memory and implicit learning. Neuropsychopharmacol Hung. Mar; 16(1):29-42.

Abstract, PubMed
- Chercher la bibliographie personnelle de Dezső Németh

## Membre de sociétés
- Société de psychologie  de Hongrie
- European Society for Cognitive Psychology
- Société de Psychiatrie de Hongrie
- Cognitive Neuroscience Society
- International Neuropsychological Society
- Society for Neuroscience
- Code académique MTA: 16974

## Prix et décorations
- Prix Mérei Ferenc (2005)
- Bourse de Recherche MTA Bolyai (2007)
- Bourse Eötvös de l'Etat Hongrois (2007)
- Certificat de Reconnaissance (Pro Scientia, enseignant) (2009)
- Médaille d'or pour Maître professeur (2011)

## Sources
- A lélektan 80 éves története a szegedi egyetemen. = 80 ans d'histoire des études psychologiques à l'Université de Szeged (1929-2009) / réd. Ágnes Szokolszky; auteurs Ágnes Szokolszky, Márta Pataki, Kamilla Polyák et al. Szeged, JATEPress, 2009. 302 p. Dezső Németh cf. 243-245. p.  (ISBN 9789634829591)